# It's Love I'm After
It's Love I'm After (bra: Somos do Amor) é um filme estadunidense de 1937, do gênero comédia romântica maluca, dirigido por Archie Mayo, e estrelado por Leslie Howard, Bette Davis e Olivia de Havilland. O roteiro de Casey Robinson foi baseado no conto "Gentlemen After Midnight", de Maurice Hanline.
A trama retrata um casal que adiou onze vezes o matrimônio e continua tramando e esquematizando seu adiamento. O filme marcou a terceira vez que Howard e Davis uniram-se em uma produção, seguindo "Escravos do Desejo" (1934) e "A Floresta Petrificada" (1936), além de ser o primeiro dos cinco filmes que Davis e de Havilland estrelaram juntas.

## Sinopse
Basil Underwood (Leslie Howard) e Joyce Arden (Bette Davis) formam uma dupla egoísta de atores, conhecida por suas cenas românticas no palco e temperamentos ardentes fora dele. Embora se amem profundamente, suas brigas frequentes ao longo dos anos os impediram de trocar os votos.
Complicações cômicas acontecem quando Basil adia seus últimos planos de casamento para tentar amenizar a vontade de matrimônio da herdeira Marcia West (Olivia de Havilland), a pedido de seu noivo Henry Grant, Jr. (Patric Knowles). Quando o comportamento grosseiro de Basil não faz efeito em Marcia, que está muito disposta a se submeter aos seus charmes, ele começa a capitalizar a paixão que ela sente por ele, para desgosto de Joyce.
O roteiro permite que Leslie Howard se baseie em sua formação clássica, fazendo com que seu personagem cite falas de "Macbeth", "Hamlet", "The Taming of the Shrew", "Como Gostais" e "Romeu e Julieta".

## Elenco
- Leslie Howard como Basil Underwood
- Bette Davis como Joyce Arden
- Olivia de Havilland como Marcia West
- Patric Knowles como Henry Grant, Jr.
- Eric Blore como Digges
- George Barbier como William West
- Bonita Granville como Gracie Kane
- Spring Byington como Tia Ella Paisley
- Georgia Craine como Sra. Kane
- Veda Ann Borg como Elsie
- E. E. Clive como Primeiro Mordomo
- Valerie Bergere como Empregada de Joyce
- Sarah Edwards como Sra. Hinkle
- Thomas Pogue como Sr. Hinkle
- Grace Fields como Sra. Babson
- Harvey Clark como Sr. Babson
- Ed Mortimer como Sr. Kane
- Thomas Mills como Segundo Mordomo

## Produção

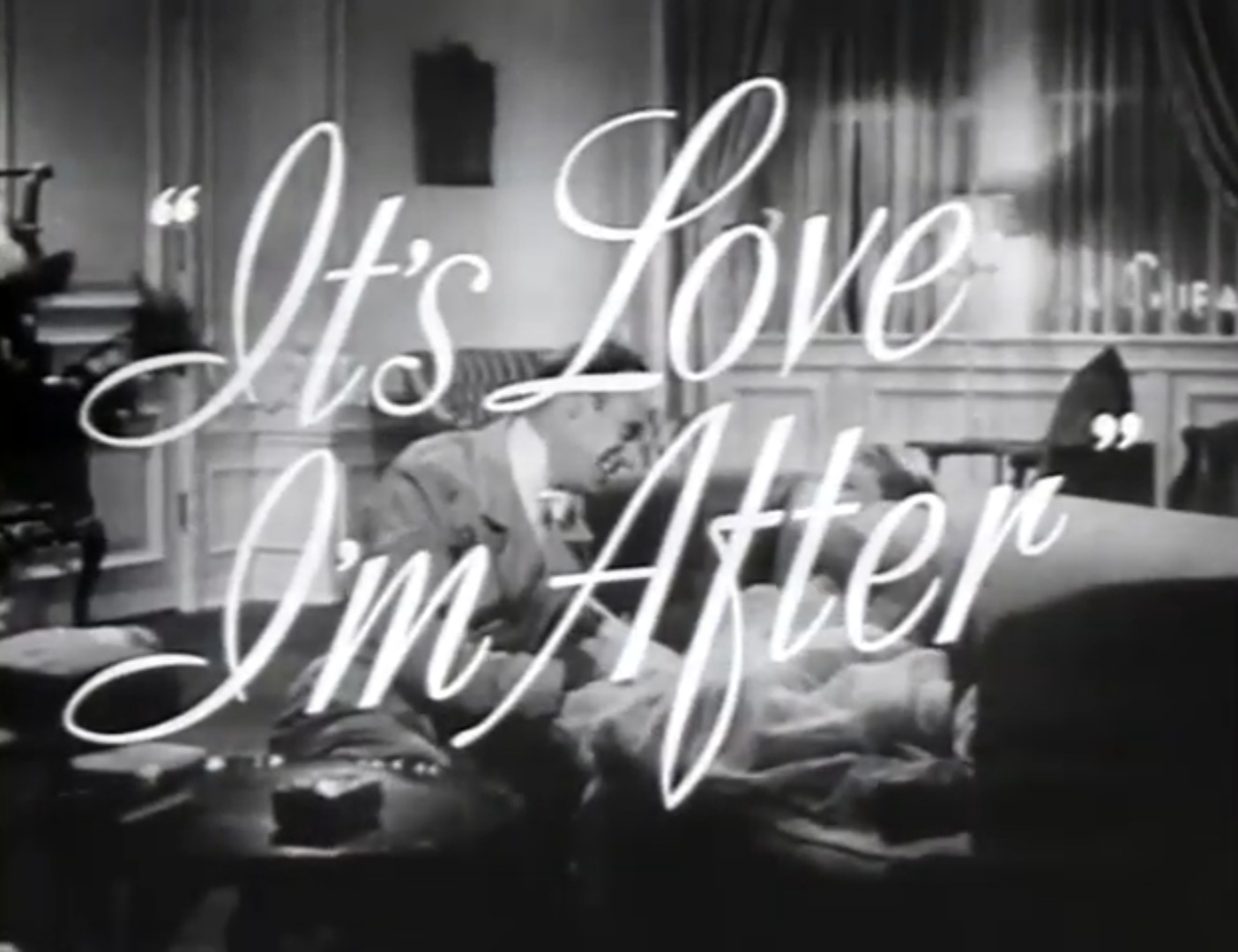
Título do filme no trailer do filme.

Leslie Howard originalmente imaginou Gertrude Lawrence ou Ina Claire, ambas conhecidas por suas performances cômicas nos palcos, como sua protagonista, embora tivessem experiência limitada em filmes. O produtor Hal B. Wallis fez com que o diretor Archie Mayo se encontrasse com Lawrence, que estava interessada em interpretar o papel, mas quando Wallis e Howard exibiram o filme britânico "Men Are Not Gods" (1936), eles concordaram que Lawrence não atuava bem.
O filme iniciou sua produção sem uma protagonista. Então, Wallis decidiu que a comédia maluca seria uma refrescante mudança de ritmo para Bette Davis, que havia acabado de completar o melodrama "That Certain Woman". Ela inicialmente recusou o papel de Joyce Arden, sentindo que o melhor papel feminino era o da socialite Marcia West. Ela também se ressentiu com o fato de ter sido solicitada a aceitar ter seu nome creditado logo após o de Howard. Sofrendo de exaustão, Davis foi para Palm Springs para se recuperar e finalmente concordou em aparecer no filme, mas somente se Wallis lhe desse algum tempo para descansar e relaxar. Ele insistiu que ela se apresentasse ao trabalho em 28 de março de 1937, e ela respondeu: "Dê-me mais uma semana ... devo ter uma breve chance de ser algo mais do que uma velha nervosa". Ela também pediu a Wallis para substituir o diretor de fotografia James Van Trees por Tony Gaudio, um dos poucos cinegrafistas em quem ela confiava, e o produtor concordou, embora Van Trees tenha recebido crédito único na tela.

## Recepção
A revista Time descreveu o filme como "diversão refrescante e insolente: um cinema animado fazendo caretas para sua tia velha, o teatro".
Em sua crítica para o AllMovie, Craig Butler chamou o filme de "injustamente negligenciado" e "uma brincadeira deliciosa que fornece uma excelente vitrine para os talentos cômicos muitas vezes igualmente negligenciados de seu trio de estrelas. Enquanto It's Love I'm After fica um pouco tímido do status de verdadeiro clássico – o roteiro está um pouco fora de lugar em algumas partes e seu diálogo ocasionalmente não tem o brilho efervescente, que é um requisito do gênero – ainda é uma pequena joia de filme com uma abundância de risadas ... um ótimo estimulante, e vale a pena checar".
O Channel 4 chamou o filme de "rápido e completamente agradável".

### Bilheteria
A produção foi um sucesso razoável de bilheteria. De acordo com os registros da Warner Bros., o filme arrecadou US$ 578.000 nacionalmente e US$ 368.000 no exterior, totalizando US$ 946.000 mundialmente.

## Adaptação
"It's Love I'm After" é a base de uma comédia musical de palco chamada "Madly in Love", que interpola músicas de Vernon Duke com letras de Ira Gershwin, E. Y. Harburg, John LaTouche, Sammy Cahn, Ted Fetter, Martin Charnin e Howard Dietz. Leituras encenadas do show foram apresentadas pela Goodspeed Opera Company, em East Haddam, Connecticut; e pela York Theatre Company, em Nova Iorque.
Uma gravação demo da produção apresenta Karen Ziemba como Joyce Arden, Jay O. Sanders como Jeffrey Underwood, Brent Barrett como Henry Grant, Jr.; e Stuart Zagnit como Digges.